# تحضير التربة
تحضير التربة هو عملية أولية لتهيئة الأرض للزراعة. تضم عملية تحضير التربة عمليات مثل الحراثة والتنعيم. كانت العملية تتم باستخدام آلات بدائية مثل الفدان الذي تجره الدواب ثم ظهرت آليات حديثة مثل الجرار يمكنها حراثة مئات الدونمات يوميًا.